# Філіп Котлер
Філі́п Ко́тлер (англ. Philip Kotler) (нар. 27 травня 1931, Чикаго) — американський вчений-маркетолог, професор міжнародного маркетингу Вищої школи менеджменту Дж. Л.Келлога при Північно-Західному університеті (1962-2018). 
Батьки — Бетті Котлер (у дівочості — Бубер) та Моріс Котлер (Котляревський), причому мати народилася у м.Чернівці, а батько — у м. Ніжин. У підлітковому віці батьки емігрували до США.
Отримав ступінь магістра економіки в університеті Чикаго і звання доктора філософії.
Автор багатьох книг з маркетингу і менеджменту, також ним написано понад 100 статей для провідних журналів. Котлер зібрав воєдино і систематизував усі знання про маркетинг, які до цього відносилися до зовсім різних наук. Єдиний автор, хто тричі удостоювався щорічної премії «Alpha Kappa Psi», що присвоюється за найкращу статтю для «Journal of Marketing». Має безліч звань і нагород за видатний внесок в маркетинг.
Член правління «Американської асоціації маркетингу». Він консультує з питань маркетингової стратегії багато великих компаній як в Сполучених Штатах Америки, так і за кордоном.
2006 року надано звання почесного доктора НаУКМА.

## Основні роботи
- «Marketing for Health Care Organizations» (with R. N. Clarke) (1987)

- «Social Marketing: Strategies for Changing Public Behaviour» (1989)

- «Principles of Marketing» (1996)
- «Principles of Marketing, The European Edition» (with G. Armstrong, J. Saunders and V. Wong) (1996)

- «Strategic Marketing for Nonprofit Organizations ?, (with A. Andreasen) (1996)» Marketing Management: Analysis, Planning, Implementation and Control "(1997)

## Резюме
Філіп Котлер є основоположником сучасної теорії управління маркетингом. Його легендарна книга «Marketing Management: Analysis, Planning, Implementation and Control» («Маркетинг менеджмент: аналіз, планування, впровадження та контроль») справила величезний вплив на розвиток у всьому світі розуміння концепції маркетингу та її спрямовуючу роль в "задоволенні потреб з одночасним отриманням прибутку ". В кінці 1960-х рр. Ф. Котлер вирішив, що академічним підходам до маркетингу не вистачає теоретичної обґрунтованості і аналітичної точності, тому його перше видання «Marketing Management». Протягом багатьох років професор маркетингу Ф. Котлер консультував багатьох фахівців з різних галузей промисловості, прочитав величезну кількість лекцій, написав 15 книг (переведених на 27 мов) і вплинув на мислення десятків тисяч керівників маркетингових служб провідних компаній світу. Колеги, учні, послідовники і опоненти Ф. Котлера багатьох країн світу називають його «батьком сучасного маркетингу».

## Біографічні дані
- 1948—1950 рр. був студентом Університету Де Пол;

- 1953 р закінчив Чиказький університет зі ступенем магістра економіки;
- 1956 р отримав ступінь доктора економіки в Массачусетському технологічному інституті;
- 1960—1961 рр. працював дослідником в Гарвардському університеті;
- 1957—1961 рр. ад'юнкт-професор економіки в Університеті Рузвельта;
- 1962—1964 рр. асистент професора маркетингу у Вищій школі менеджменту Келлога при Північно-Західному університеті;
- 1965—1968 рр. ад'юнкт-професор маркетингу у Вищій школі менеджмента Келлога;
- 1969 р професор маркетингу у Вищій школі менеджменту Келлога.

Довідник «Хто є хто в Америці» визначає Ф. Котлера як викладача, консультанта і автора книг з маркетингу, зразкового сина, прекрасного чоловіка і люблячого батька трьох дочок — що повинно представляти його гармонійною людиною, в рівній мірі цінують всі сторони життя. Він підійшов до дослідження проблем маркетингу з економічної точки зору, вивчаючи економіку для того, щоб зрозуміти, як вона працює і які сили визначають основні параметри комерційного середовища.
У 1953 р Ф. Котлер закінчив Чиказький університет, отримавши звання магістра економіки; займаючись під керівництвом Мілтона Фрідмена, він став прихильником «вільного підприємництва». У 1956 р він захистив в Массачусетському технологічному інституті докторську дисертацію з економіки, написану ним під керівництвом Пола Самуельсопа. Там же Ф. Котлер глибше познайомився з кейнсіанством, що стало причиною різкого дисбалансу в його економічному світогляді. Цей внутрішній ідейний розлад він зміг подолати за допомогою деяких своїх друзів (в тому числі Боба Баццела і Джеремі Маккарті), які познайомили його з проблемами маркетингу (під час їх спільної участі в 1960—1961 рр. — фінансувалася Фондом Форда дослідницькій програмі Гарвардського університету) . Такий непрямий шлях до маркетингу знайшов своє відображення в подальшій діяльності Ф. Котлера, в якій він застосовував досягнення соціальних, економічних і природних наук для вирішення завдань управління маркетингом, які доповнювали аналітичні методи, засвоєні їм завдяки отриманої економічної освіти.
У 1962 р, коли Ф. Котлер читав лекції з економіки в Університеті Рузвельта, він отримав запрошення перейти в Вищу школу бізнесу при Північно-Західному університеті, щоб викладати там або теорію економічних методів управління, або маркетинг. Ф. Котлер зробив вибір на користь маркетингу і тим самим поклав початок своєї успішної кар'єри в якості асистента професора маркетингу в прославленій Вищій школі менеджменту Келлога. У 1965 р він став ад'юнкт-професором, в 1969 р — професором, в 1973 р очолив кафедру маркетингу, а в 1988 р. отримав звання почесного професора.
Ф. Котлер є почесним доктором ряду таких наукових установ, як:
1. Університет Де Пол (1988), Міжнародний центр бізнесу;
2. Цюріхський університет (1990);
3. Афінський університет економіки і бізнесу (1995).

У 1985 р він став першим лауреатом щорічної премії «Кращому викладачеві маркетингу», заснованої Американською асоціацією маркетингу, і «Премії Філіпа Котлера за заслуги в розвитку маркетингу в сфері охорони здоров'я», заснованої Академією маркетингу в сфері надання медичних послуг. У 1989 році він отримав також Національну премію Чарльза Куліджа за заслуги в області маркетингу та медаль Віктора Матайя.
Досвід наукової та викладацької діяльності дозволив йому успішно вести багатогранну консультаційну діяльність. У числі його клієнтів були такі відомі фірми, як IBM, Apple, General Electric, Ford, ATamp; T, Motorola, Bank of America, DuPont і Ciba Geigy.

### Сучасний маркетинг, менеджмент
Початковий внесок Філіпа Котлера в розвиток маркетингу полягав в тому, що він підкреслив його найважливішу роль в процесі управління підприємством. Отримавши місце у Вищій школі бізнесу при Північно-Західному університеті, він почав вивчати книги з маркетингу та, визнавши їх теоретичну якість незадовільним, вирішив написати власний підручник, який отримав назву «Marketing Management: Analysis, Planning, Implementation and Control», революційна наукова праця, допомогла перейти від сприйняття маркетингу, як набору обмежених заходів по рекламі і продажу товарів, і дослідження ринку до його більш глибокому усвідомленню в якості самостійної науки. Вперше використана в Чиказькому університеті як основа для формування навчального курсу з маркетингу, ця книга згодом стала найзнаменитішим підручником з цієї дисципліни і використовується студентами та аспірантами усього світу.
Ф. Котлер розробив концепцію сучасного маркетинг менеджменту як процесу, при якому всі фахівці, що займаються різними аспектами маркетингової діяльності, — плановики, дослідники, творці реклами, обслуговуючий і торговий персонал — виконують не тільки свої індивідуальні функції, а прагнуть до колективної взаємодії з метою надання маркетингової орієнтації всім зусиллям компанії. Ф. Котлер вірить в те, що маркетинг, менеджмент є не тільки виразом колективних зусиль фахівців з розробки ринкових стратегії, а аксіомою, що визначає рушійні сили, що сприяють загальної переорієнтації організації на споживача, філософією, яка хоча і розробляється фахівцями з маркетингу, але здійснюється на практиці при повній взаємодії всіх підрозділів підприємства з метою оптимізації його діяльності. На думку Ф. Котлера. «Marketing Management: Analysis, Planning, Implementation and Control» сприяла суворої систематизації маркетинг менеджменту, оскільки в даній роботі розглядаються досягнення економічних, біхевіоральних, організаційних і природничих дисциплін (до чого автор давно прагнув).
Ідеї Ф. Котлера про використання управлінських, біхевіоральних, політичних, міжнародних та економічних концепцій сприяли подальшому розвитку маркетингового мислення. Вчений стверджував, що якщо основним поняттям економіки є рідкість (обмеженість), політики — влада, соціології — група, а антропології — культура, то ключовим поняттям маркетингу є поняття обміну. Суть маркетингу полягає в здійсненні трансакції тощо. Обміну між двома або більше сторонами, при цьому майбутнє призначення маркетингу бачиться Ф. Котлеру як науки про людську поведінку, про соціальні процеси.

### Поглиблення концепції маркетингу
Другим важливим внеском Ф. Котлера в розвиток маркетингу є виконана їм концептуалізація можливостей здійснення маркетингу з метою вирішення соціальних питань.
До початку 1970-х р. маркетинг розглядався як наукова дисципліна, що має значення для підприємств бізнесу, що займаються прибутковим обміном своїх товарів і послуг, необхідних для задоволення потреб населення. Однак Ф. Котлер виходячи з передумови про те, що маркетинг є соціальним процесом, а не просто економічною функцією прагне до отримання прибутку фірми, зумів «поглибити» науку про маркетинг за рахунок введення в неї соціальних факторів.
Під враженням виразів громадського протесту та наслідків так званих експериментів в області культури 1970-х р. Ф. Котлер разом з Джеральдом Зальцманом з Північно-Західного університету вирішили розширити застосування маркетингу до соціальних аспектів діяльності таких організацій, як «Всесвітня організація охорони здоров'я та Всесвітній банк», стверджуючи, що маркетинг може виявитися вкрай ефективною технологією управління процесом соціальних перетворень. Концепція соціально орієнтованого маркетингу ґрунтується на ідеї про те, що маркетинг — обмін, здійснюваний в різних контекстах, і застосовує принципи маркетингу до проблем екології, політичної реклами та соціальної відповідальності.
Соціально орієнтований маркетинг націлений на досягнення соціальних змін і приділяє основну увагу використанню ресурсів сучасних індустріальних націй і регіонів, що розвиваються в світі. В основі концепції соціально орієнтованого маркетингу лежить припущення про те, що прибутковий бізнес повинен відмовитися від філософії звільненого від капіталізму, кейнсіансько-неокласичної уваги до економічного зростання, надмірної спеціалізації заради досягнення конкурентної переваги або монопольної влади. Такий виключно економічний підхід до управління бізнесом і до капіталістичного суспільства в цілому на відміну від концепції соціально орієнтованого маркетингу швидше підкреслює значення зростання, ніж розвитку. Соціально орієнтований маркетинг спрямований на забезпечення справедливості і економічного зростання в умовах усвідомлення суспільних проблем, стабільності ресурсів і досягнення взаємопов'язаних цілей отримання економічної і соціальної вигоди і, таким чином, поглиблює загальну концепцію маркетингу.

### Розширення концепції маркетингу
Як заявляв сам Ф. Котлер, він ввів маркетинг в нові суспільні сфери та продемонстрував можливості його сприяння роботі некомерційних організацій. У 1969 р Котлер і С. Леві висловили припущення про те, що концепція маркетингу може бути розширена з метою включення в сферу її застосування таких організацій, як церкви, установи поліції, школи і лікарні. Розширення меж застосування маркетингу стало центральною темою статті під назвою «Broadening the concept of marketing». Для некомерційних організацій необхідно досягнення балансу цілей і ресурсів на тлі потреб і можливостей суспільства, і Ф. Котлер, наприклад, вплинув на ціле покоління лікарів, показавши, як знаходити ринок для таких заходів, як кампанії профілактики СНІДу, відмови від куріння тютюну та вживання наркотиків.
Розширення концепції маркетингу ґрунтується на головному принципі обміну, який має на увазі, що маркетингова діяльність виникає там, де люди хочуть задовольнити свої бажання і потреби шляхом надання замість необхідного товару або послуги чогось іншого, що має певну цінність. Однак цей принцип не повинен приносити економічну вигоду. На думку Ф. Котлера, «маркетинг є всеосяжною соціальною діяльністю, далеко виходить за межі продажу зубної пасти, мила» існують, врешті-решт, що вимагають задоволення умоглядні потреби, а також запити цільових аудиторія, бажаючих обміняти щось, що представляє для них цінність, на щось, здатне принести їм користь.
Крім розвитку концептуальної та практичної застосовності маркетингу до некомерційних організацій і соціальним проектам Ф. Котлер поширив концепцію маркетингу на людей і території їх проживання — міста, штати і держави. Він стверджує про розширення пропозицій для таких «покупців місця», як туристи, нові мешканці, заводи, інвестори, так що концепція маркетингу може виявитися досить корисною.
Розширення концепції маркетингу на некомерційний сектор вимагає розробки систематичного підходу до вирішення маркетингових проблем, а також знання і розуміння основних інструментів і процедур, необхідних для успішної маркетингової орієнтації. Ф. Котлер створив парадигму маркетингу, в якій основна увага приділяється обміну соціальних, медичних та психологічних вигод, а не просто максимізації прибутку. Саме тому він зміг першим реалізувати впровадження маркетингу некомерційних організацій і поставити питання про необхідність глобальних досліджень, результати яких будуть мати далекосяжні наслідки.

### Висновки
Сучасні студенти активно готуються до виконання своїх майбутніх ролей в міжнародному і загальносвітовому бізнесі, і мільйони з них не можуть обійтися без підручника Ф. Котлера «Marketing Management». Крім того, діяльність багатьох вчених і менеджерів-практиків отримала додатковий творчий імпульс завдяки розвитку Ф. Котлером концепції маркетингу та розширення традиційних меж застосування цієї наукової дисципліни. Уміння привернути, зацікавити і утримати клієнта, ідентифікація потреб та особливий підхід до їх задоволення незалежно від того, яким бізнесом ви займаєтеся — виробництвом миючих засобів або кондитерських виробів, охороною навколишнього середовища або наданням медичних або туристичних послуг, стало головним в розробленому Ф. Котлером підході до маркетингового управління.
Однак існує й чимало критиків філософії Ф. Котлера. Основний сенс підкреслює ними недоліків теоретичних розробок вченого зачіпає розширення і поглиблення концепції маркетингу, причому роботи Ф. Котлера критикуються за спрощене уявлення ринку і використання загальних схем, які можуть застосовуватися практично до будь-яких товарів і послуг, створюваним організацією, незалежно від потреби, яку вони повинні задовольняти.
Однак ця точка зору поділяється не всіма вченими і практиками, і більшість фахівців згодні з тим, що успіх Ф. Котлера ґрунтується на переконанні в тому, що досягнення в розвитку теорії повинні отримувати практичне застосування, яке не повинно утруднятися складністю використовувалися вченими методів і термінології. Уміння Ф. Котлера спілкуватися зі студентами, науковцями та менеджерами-практиками має ключове значення для його сталого успіху в області маркетингу. У 1989 р під час церемонії вручення Національної премії імені Чарльза Куліджа за заслуги в області маркетингу на адресу Ф. Котлера були вимовлені такі слова: Доктор Філіп Котлер є одним з найвидатніших учених нашого часу. Його численні наукові роботи і новаторський підхід до консультування провідних світових корпорацій зробили його загальновизнаним науковим лідером в сфері маркетингу.